# Praia do Jequiá
Praia do Jequiá är en strand i Brasilien.   Den ligger i delstaten Rio de Janeiro, i den sydöstra delen av landet.